# Jimmy Woode

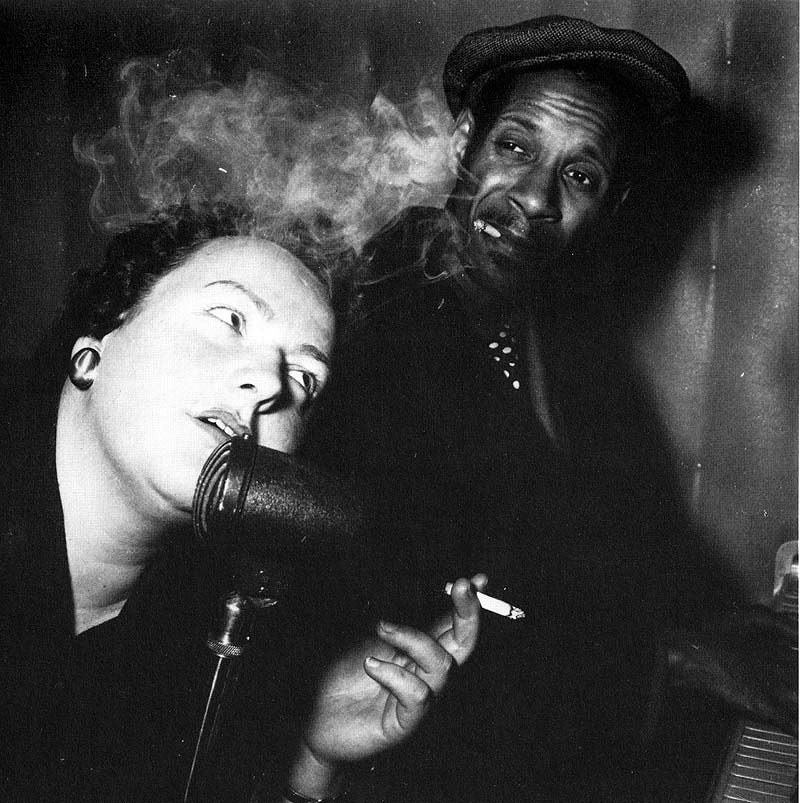
Jimmy Woode mit der Sängerin Sonya Hedenbratt

Jimmy Woode (* 23. September 1929 geboren als James Bryant Woode in Philadelphia; † 23. April 2005 in Lindenwold, New Jersey) war ein amerikanischer Jazz-Kontrabassist.

## Leben
James Bryant Woode wurde am 23. September 1929 in Philadelphia geboren. Sein Onkel, Henri Woode, war Arrangeur in Big Bands, und sein Vater, Jimmy Woode Sr, war Pianist und Lehrer. Jimmy Woode spielte zunächst als Posaunist in der Band seines Vaters, als Pianist in Kirchen und als Sänger in Vokalensembles. Er studierte an der Philadelphia Academy of Music, der Boston University und am Boston Konservatorium, später nahm er Bass-Unterricht bei Paul Gregory. Während seiner Militärzeit diente er als Radar-Techniker bei der US-Navy.
Nach Kriegsende spielte er schon bald als Jazz-Bassist mit Jazzgrößen wie Louis Armstrong, Charlie Parker, Ella Fitzgerald, Miles Davis, Dizzy Gillespie und Sarah Vaughan. Stolz erzählte er immer wieder von seiner Zeit mit Duke Ellington, dessen Big Band er von 1955 bis 1959 angehörte. Ellington selbst lobte Woode als einen Musiker mit Teamgeist. Das ist Woode, der auch als Komponist einen bleibenden Beitrag zur Jazzgeschichte schrieb, bis zum Schluss geblieben.
Woode siedelte 1960 nach Europa über, wo er zunächst in Schweden und später auch in Deutschland, Holland, Österreich und der Schweiz mit den namhaftesten Musikern aus allen stilistischen Lagern zusammenarbeitete. In Erinnerung bleibt insbesondere seine Mitwirkung bei der Kenny Clarke/Francy Boland Big Band, der wichtigsten europäischen Jazz Big Band der sechziger Jahre.  Seit den 1970er Jahren gehörte er zudem zu Peter Herbolzheimers Rhythm Combination and Brass.
Anfang bis Mitte der 1970er-Jahre lebte Woode ständig in Wien und war Mitglied der ORF-Big Band sowie des Fritz Pauer Trios, des Leo Wright Quintetts, des Erich Kleinschuster Sextetts (ORF / 1968–70) und des Art Farmer Quintetts, aber auch bei lokalen Jazzformationen wie der Printers Jazzband. Er begleitete auch zahlreiche Stargäste aus den USA wie Hal Singer, Pony Poindexter, Jimmy Witherspoon, Oliver Jackson, Nat Pierce, Britt Woodman und viele andere im Wiener Jazzland. Zu hören ist er auch auf Tony Coes Album Canterbury Song (1989). 1994 gründete Woode mit dem Pianisten Dirk Raufeisen und dem Drummer Charly Antolini das Super-Trio. Er war auch lange Zeit Bassist des legendären Dorothy Donegan Trios. Das Trio feierte Triumphe beim North Sea Jazz Festival und bei vielen Tourneen hauptsächlich in der Schweiz und in Österreich.
2003 bildete er ein Trio mit dem Schlagzeuger Pete York und Helge Schneider und erreichte auf einer deutschlandweiten Tournee ein junges Publikum, dem er mit seinen Interpretationen von Jazz-Standards wie Georgia und Summertime den klassischen Jazz wieder nahebrachte. Aus der Zusammenarbeit mit Schneider ging auch sein Auftritt in dem Kinofilm „Jazzclub – Der frühe Vogel fängt den Wurm“ (Regie: Helge Schneider, Deutschland 2004) hervor.
Jimmy Woode starb am 23. April 2005 im Alter von 75 Jahren im US-Bundesstaat New Jersey unerwartet nach einer Hüftoperation. Er hinterließ Hunderte von Schallplatten und CDs. Seine letzte Aufnahme entstand im Januar und Februar 2005 in Hannover gemeinsam mit dem Saxophonisten Stephan Abel und trägt den Titel „My Kind of World“.

## Diskographischer Hinweis
- The Colourful Strings of Jimmy Woode – (Argo 1957) mit Clark Terry, Mike Simpson, Porter Kilbert, Paul Gonsalves, Ramsey Lewis, Sam Woodyard
- Carlo Bohländer, Karl Heinz Holler, Christian Pfarr: Reclams Jazzführer. 3., neubearbeitete und erweiterte Auflage. Reclam, Stuttgart 1989, ISBN 3-15-010355-X.
- Ian Carr, Digby Fairweather, Brian Priestley: Rough Guide Jazz. Der ultimative Führer zur Jazzmusik. 1700 Künstler und Bands von den Anfängen bis heute. Metzler, Stuttgart/Weimar 1999, ISBN 3-476-01584-X.